# Adenta East
Adenta East – miasto w Ghanie; w regionie Greater Accra; 39,730 mieszkańców (2007). Przemysł spożywczy.